# Alfredo Pieroni
Alfredo Pieroni n. 14 mai 1923, Trieste, Regatul Italiei – d. 28 septembrie 2011, Trento, Trentino-Tirolul de Sud, Italia) a fost un jurnalist și scriitor italian. Printre alte funcții politice, a fost redactor-șef la Il Resto del Carlino în perioada 1975–1977 în Bologna.
A avut o relație romantică cu colega sa Oriana Fallaci.

## Opera
- Alfredo Pieroni, Dizionario degli italiani che contano, Milano, Sperling & Kupfer, 1986.
- Alfredo Pieroni, E se USA e URSS si alleassero?, Milano, Sperling & Kupfer, Collana SAGGI, 1988.
- Alfredo Pieroni, I russi. L'anima e la storia di un popolo, Milano, Mondadori, 1992.
- Alfredo Pieroni, Perché le sinistre non vinceranno mai più a meno che, Milano, Longanesi & Co, 1996.
- Alfredo Pieroni, Il figlio segreto del Duce. La storia di Benito Albino Mussolini e di sua madre, Ida Dalser, Milano, Garzanti. ISBN: 9788811600503[3], 2006.

## Galerie foto

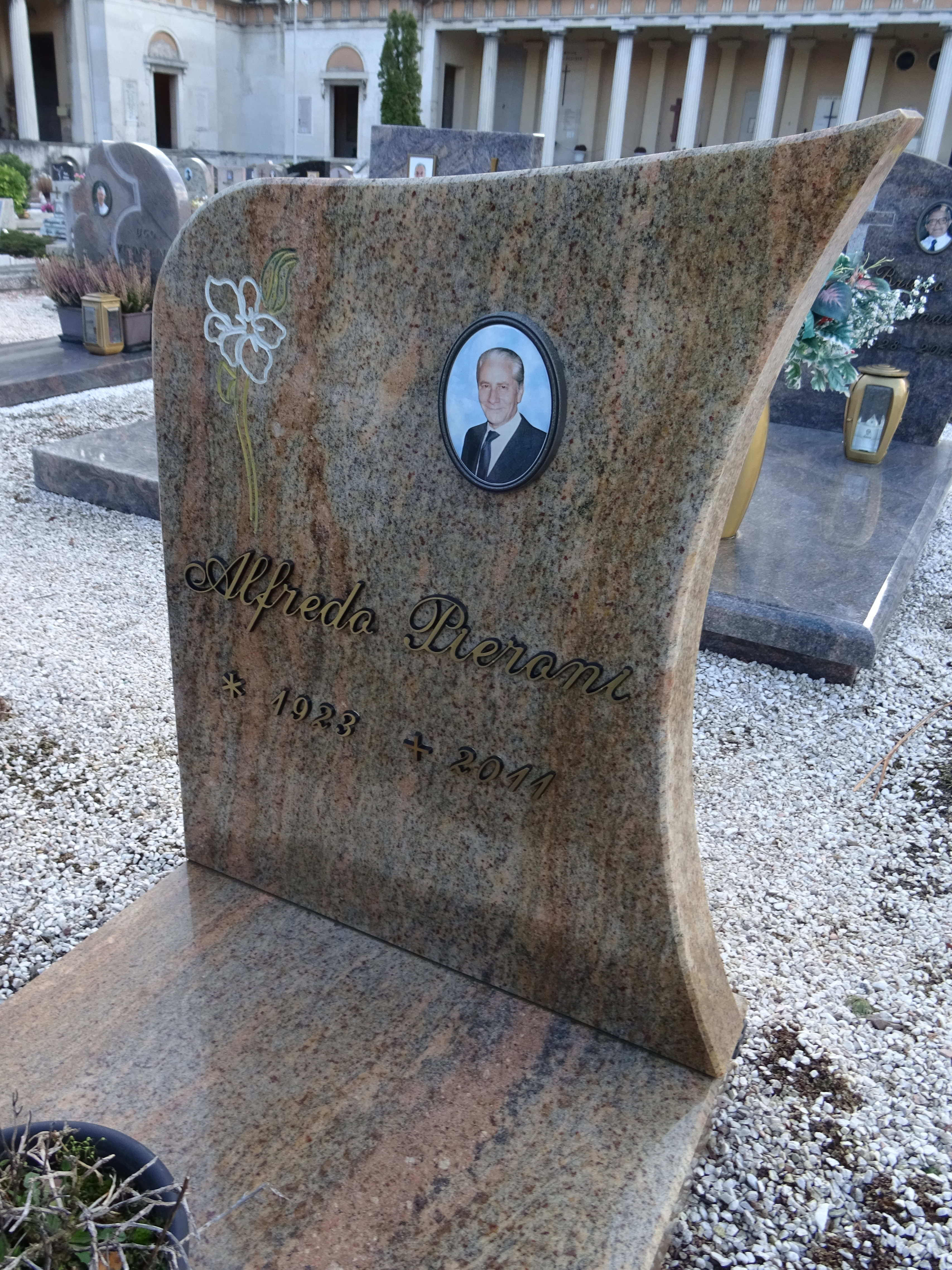
Mormântul lui Alfredo Pieroni în cimitirul monumental din Trento.